# Albrecht von Kolditz
Albrecht von Kolditz († 1448) war Landeshauptmann der böhmischen Erbfürstentümer Jauer-Schweidnitz und Breslau sowie Landvogt der Oberlausitz.

## Leben
Albrecht von Kolditz entstammte dem Adelsgeschlecht Kolditz. Nach dem Tod des böhmischen Königs Wenzel bekleidete Albrecht 1419–1448 das Amt des Landeshauptmanns des Erbfürstentums Schweidnitz-Jauer und 1420–1424 das Amt Landeshauptmanns des Erbfürstentums Breslau. 1425–1448 war er Landvogt der Oberlausitz. Durch seine Ämter nahm er aktiv an der Bekämpfung der Hussiten teil. 1428 beteiligte er sich mit einem eigenen Heer an der Seite des Münsterberger Herzogs Johann I. sowie seines Schwiegersohnes Puta d. J. von Častolowitz an der Schlacht bei Altwilmsdorf. Um eine Eroberung der Burg Kynast durch die Hussiten zu vermeiden, gab er 1433 den Befehl, diese der Stadt Hirschberg als Pfand zu übergeben und die Stadt zu verpflichten, die Burg zu schleifen und nicht wieder aufzubauen.
Nachfolger im Amt des Oberlausitzer Landvogts wurde Hans von Kolditz, ein Sohn des Siegmund von Kolditz.

## Familie
Albrechts Tochter Anna († 1467) war ab 1396 mit Puta d. J. von Častolowitz († 1434) verheiratet, mit dem sie drei Töchter hatte. Nach Putas Tod vermählte sie sich in zweiter Ehe mit dem böhmischen Adeligen Hynek Kruschina von Lichtenburg.